# 2653 Principia
2653 Principia (1964 VP) là một tiểu hành tinh vành đai chính được phát hiện ngày 4 tháng 11 năm 1964 bởi Đài thiên văn Goethe Link ở Brooklyn. Nó được đặt theo tên the ground-breaking Principia Mathematica bởi Isaac Newton.